# 苗圃行動
苗圃行動－中國教育助學計劃（英語：Sowers Action），為香港一家非宗教、非政治、非牟利的慈善團體，其成立目的是透過重建學校、學額資助及師資培訓，以實際行動幫助中國貧困山區的兒童，讓他們能重返校園。
苗圃行動於1992年9月成立。1994年4月，由團體資助重建的第一所學校－湖南省桑植縣涼水口鎮韓家坪村陳家界小學落成（現名：陳家界苗圃希望小學）。1995年，又資助了桑植縣重建了一所當地的教師培訓學校。
目前（直至2011年6月），獲團體援建的學校所遍佈的全國各省份/自治區，包括：廣東、湖南、湖北、河南、河北、四川、雲南、貴州、甘肅、廣西、寧夏、江西、陝西、西藏、北京及青海，總資助金額逾港幣3.5億。另外，團體又透過舉辦籌款項目，如「行路上廣州」、「行路上北京」、「助學長征」、「茶馬古道助學行」等，資助一次性的項目。

## 苗圃助學大使
- 張瑪莉
- 任賢齊
- 張家輝

## 外部連結
- 官方网站